# Chroicocephalus serranus
Guincho-andino ou gaivota-andina (Chroicocephalus serranus) é uma espécie de ave da família Laridae.
Pode ser encontrada nos seguintes países: Argentina, Bolívia, Chile, Colômbia, Equador e Peru.
Os seus habitats naturais são: rios, lagos de água doce, sapais e pastagens.